# Taufbecken (Auger-Saint-Vincent)

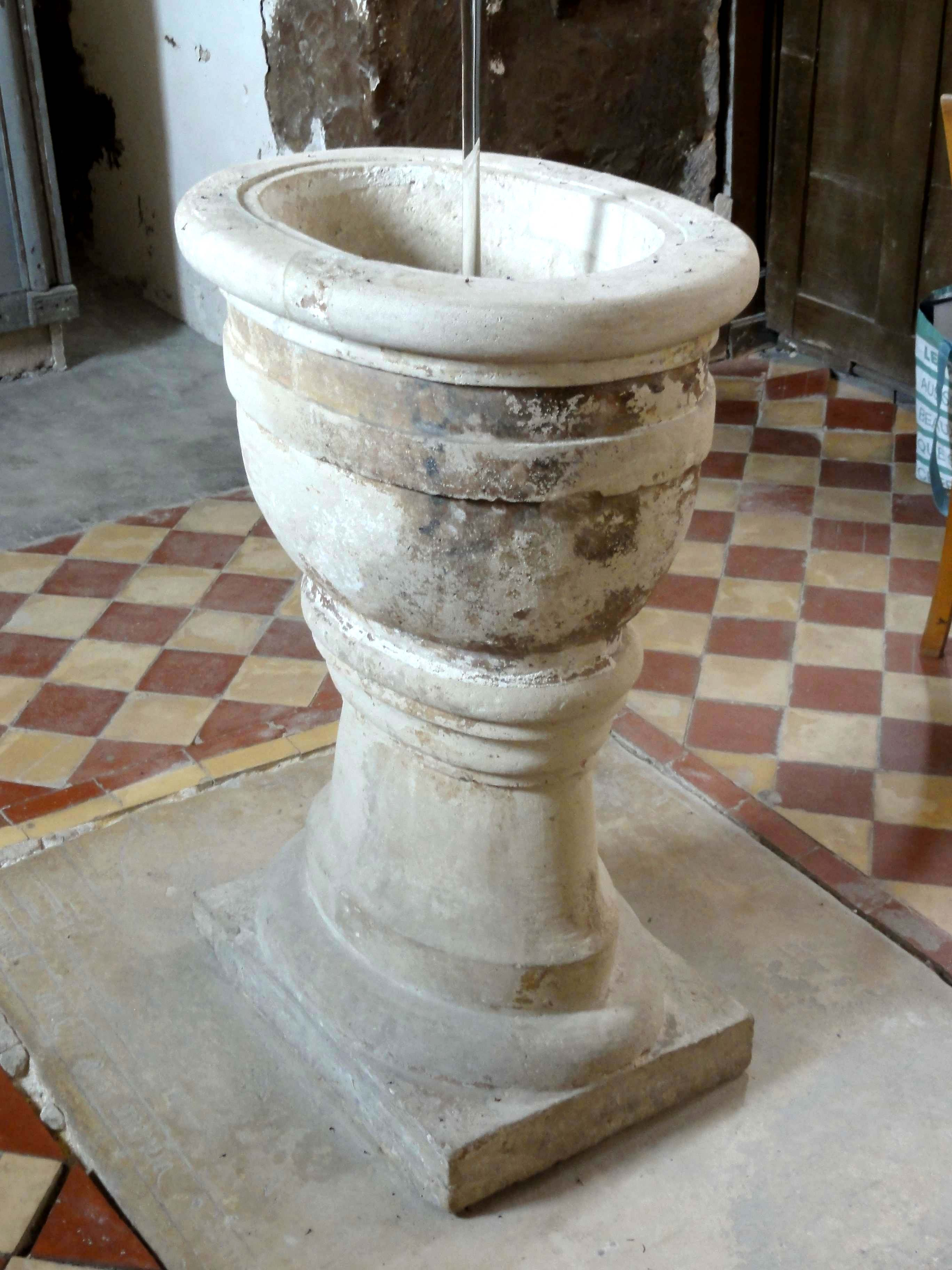
Taufbecken in Auger-Saint-Vincent

Das Taufbecken in der katholischen Kirche St-Caprais in Auger-Saint-Vincent, einer französischen Gemeinde im Département Oise in der Region Hauts-de-France, wurde in der zweiten Hälfte des 15. Jahrhunderts oder im 16. Jahrhundert geschaffen. 
Im Jahr 1991 wurde das gotische Taufbecken als Monument historique in die Liste der geschützten Objekte (Base Palissy) in Frankreich aufgenommen.
Das Taufbecken aus Stein steht auf einem rechteckigen Sockel, auf dem eine ovale Säule das Becken trägt. Das ovale Becken wird am oberen Rand von einem Wulst abgeschlossen, die farbige Fassung ist nur noch in Resten erhalten.